# Jaakko Pakkasvirta
Jaakko Juhani Pakkasvirta (Simpele, 1934. november 28. – Vantaa, 2018. március 23.) finn filmrendező, forgatókönyvíró.

## Filmjei
Mozifilmek
- Yö vai päivä (1962, forgatókönyvíró is)
- X-paroni (1964, forgatókönyvíró is)
- Vihreä leski (1968, forgatókönyvíró is)
- Kesäkapina (1970, forgatókönyvíró is)
- Niilon oppivuodet (1971, forgatókönyvíró is)
- Karácsonyra elkészül a háruk (Jouluksi kotiin) (1975)
- Runoilija ja muusa (1978, forgatókönyvíró is)
- Pedon merkki (1981, forgatókönyvíró is)
- Ulvova mylläri (1982, forgatókönyvíró is)
- Linna (1986, forgatókönyvíró is)

Tv-filmek
- Näytöskappale (1958, forgatókönyvíró is)
- Tuolit (1961)
- Silmänkääntäjä (1962)
- Kotini on linnani (1969, forgatókönyvíró is)
- Viisitoista narua rahaa (1969)
- Opettajainhuone (1970, forgatókönyvíró is)
- Tartuffe (1976)
- Volpone eli Kettu (1977, forgatókönyvíró is)
- Nitroliiga (1993, forgatókönyvíró is)
- Maapallon ulkopuolinen olento (1995, forgatókönyvíró is)
- Kaapin salat (1998, forgatókönyvíró is)

Tv-sorozatok
- Jännitysnäytelmä (1968, egy epizód)
- Vandrande skugga (1984, forgatókönyvíró is)

Dokumentumfilmek
- Tampere, iloisen kesän kaupunki (1964, rövidfilm, forgatókönyvíró is)
- Herr Sjöbergs sommardag (1968, rövidfilm)
- Eläköön nuoruus! (1968, rövidfilm, forgatókönyvíró is)
- Lapsen oikeudet (1970, rövidfilm, forgatókönyvíró is)
- Metallin lakko 1971 (1972, rövidfilm)
- Kiireestä kantapäähän (1973, rövidfilm)
- Junamatka eli mitä elämältä voi odottaa (1975, rövidfilm, forgatókönyvíró is)
- Liikennekaruselli (1976, rövidfilm, forgatókönyvíró is)
- Eräänä kesäiltana (1978, rövidfilm, forgatókönyvíró is)
- TUL 60 vuotta (1979, rövidfilm)
- Alkoholi ja työyhteisö (1979, rövidfilm, forgatókönyvíró is)